# テフエルチェサウルス
テフエルチェサウルス（Tehuelchesaurus）は恐竜の属である。この属名は最初の発見地であるアルゼンチン、チュブ州の先住民テウェルチェ族（Tehuelches）に献名されたものであり。
テフエルチェサウルスはアルゼンチン、パタゴニア地方、チュブ州のFernandez Estanciaにあるカニャードン・アスファルト累層（en）のジュラ紀中期（カロヴィアン？）の地層から発見された、 ケティオサウルスに似た中程度（体長約15 m）の竜脚類である。全体の50%ほどの骨格（ホロタイプ: MPEF-PV 1125（エヒディオ・フェルグリオ古生物博物館（es）所蔵））が知られており、これには頭骨が無く、胴椎、仙椎、尾椎、部分的な前肢と後肢、部分的な肩帯と骨盤、いくつかの肋骨の断片および皮膚の印象が含まれている。 
テフエルチェサウルスは中国のジュラ紀中期から知られるオメイサウルスに最もよく似ている、しかし橈骨と尺骨がより頑丈で、烏口骨、恥骨、および腸骨の形状で区別できる。また、全ての胴椎は同じくケティオサウルスやオメイサウルスに近縁とされるバラパサウルスやパタゴサウルスのものとは異なり、偽側腹腔（pseudopleurocoels　椎体の側面が深く窪んでいるが内部に空洞が無い）で且つ後凹型（opisthocoelous）の椎体を持つ。頸から尾までの長さは知られていないが、他の比率（上腕骨の長さ1.14 m;大腿骨の長さ1.53 m;肩甲骨の長さ1.75 m;座骨の長さ1.01 m;腸骨の長さ1.12 m;恥骨の長さ0.943 m）に基づく推定では体長約15 mであった。タイプ種はTehuelchesaurus beniteziiであり、種小名はホロタイプの発見者であるアルゼンチン原子力委員会のAldo Benitezに献名されたもので、P. Vickers Richらにより1999年に記載された。
原記載ではケティオサウルス科に分類されたが、José Luis Carballidoらによる2011年の再記載での分岐学的解析の結果カマラサウルスおよびガルヴェオサウルスとより近縁とされ、マクロナリア内のカマラサウルス様類に分類されている。

## 参照
- Vickers-Rich, P., Rich-Thomas, H., Giménez, O., Cuneo, R., Puerta, P. & Vacca, R. 1999. A new Sauropod dinosaur from Chubut Province, Argentina. Proceedings of the Second Gondwanan Dinosaur Symposium. National Science Museum Monographs, Eds. Y. Tomida, T. H. Rich & P. Vickers-Rich, Eds. Y. Tomida, T.H. Rich & P. Vickers-Rich,15, 61-84
- José Luis Carballido, Oliver W. M. Rauhut, Diego Pol, Leonardo Salgado. Osteology and phylogenetic relationships of Tehuelchesaurus benitezii (Dinosauria, Sauropoda) from the Upper Jurassic of Patagonia. "Zoological Journal of the Linnean Society", 2011